# ロバータ・フラック
ロバータ・フラック（Roberta Flack、1937年2月10日 - 2025年2月24日）は、アメリカ合衆国ノース・カロライナ州出身の歌手。「やさしく歌って」、「愛は面影の中に」などのヒットで知られる。ダニー・ハサウェイやピーボ・ブライソンなどの男性ボーカリストとのデュエット曲（「恋人は何処に」「愛のセレブレイション」など）のヒットでも知られる。

## 略歴
ノースカロライナ州ブラック・マウンテン生まれ。父はピアニスト、母はオルガニスト。バージニア州アーリントン郡で育った。黒人学生のピアノコンクールで優秀な成績を収めて、わずか15歳でハワード大学へ奨学金を得て進学、クラシック、声楽を学ぶ。19歳で大学を出た後はハワード大の大学院に進学したが父親の死で中退し、中学校の音楽教師やナイトクラブでのピアノ演奏をしながらキャリアを積んだ。
1969年6月、デビュー・アルバム『First Take』を発表。
1971年11月公開のクリント・イーストウッドの初監督映画『恐怖のメロディ』にて、『First Take』に収録されていた「愛は面影の中に（The First Time Ever I Saw Your Face）」が使用される。アトランティック・レコードは翌1972年1月に同曲をシングルカット。ビルボードの1972年年間チャートの1位を記録し、第15回グラミー賞の最優秀レコード賞と最優秀楽曲賞を受賞した。
1973年、「やさしく歌って（Killing Me Softly with His Song）」も全米1位の大ヒットを記録。これにより、グラミー賞の最優秀レコード賞、最優秀楽曲、最優秀女性ボーカルの三部門で受賞した。Record Of The Year（最優秀レコード賞）を2年連続で受賞したのは、彼女のほかにはU2のみである。
1974年、「愛のためいき（Feel Like Makin' Love）」も全米1位を記録。またR&Bチャート、イージーリスニング・チャートでも1位を記録した。
ダニー・ハサウェイと親交が深く、1972年と1980年にデュエット・アルバムを発表したのに加えて、「恋人は何処に（Where Is the Love）」（1972年）、「私の気持ち（The Closer I Get To You）」（1978年）などハサウェイとの共演ナンバーがアメリカでヒットしている。1982年には「メイキン・ラブ」が小ヒットした。1983年にはピーボ・ブライソンとのデュエット曲「愛のセレブレイション（Tonight, I Celebrate My Love）」がヒットした。また、1991年にはマキシ・プリーストとのデュエット曲「Set the Night to Music（ナイト・トゥ・ミュージック）」がヒットしている。

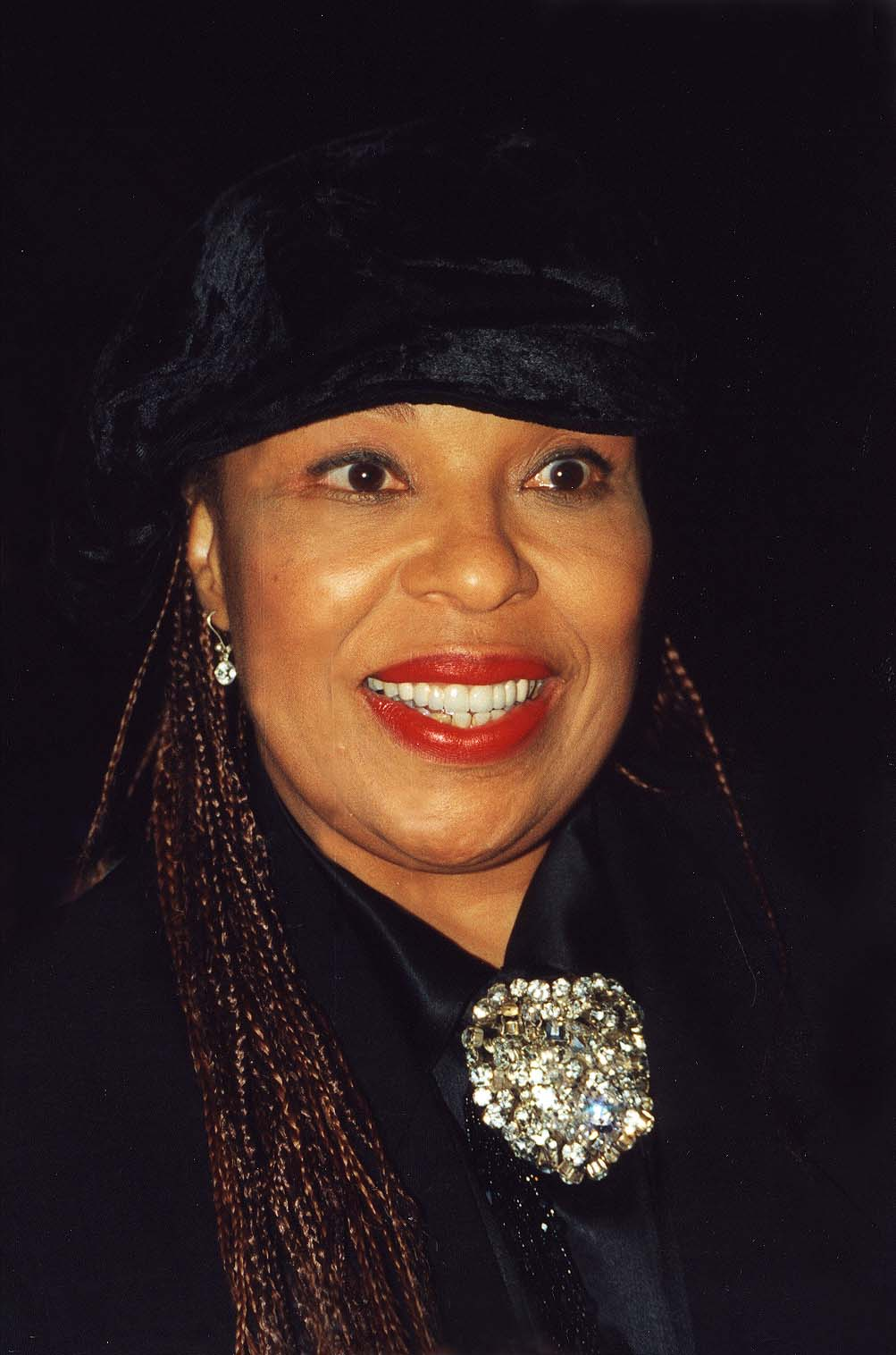
Flack in 1995

1999年、髙橋真梨子の曲を英語詞でカヴァーしたアルバム『フレンズ〜ロバータ・フラック・シングス・マリコ・タカハシ』を発表。2014年には平井堅のアルバム『Ken's Bar III』に収録された「やさしく歌って」のカヴァーに本人参加した。

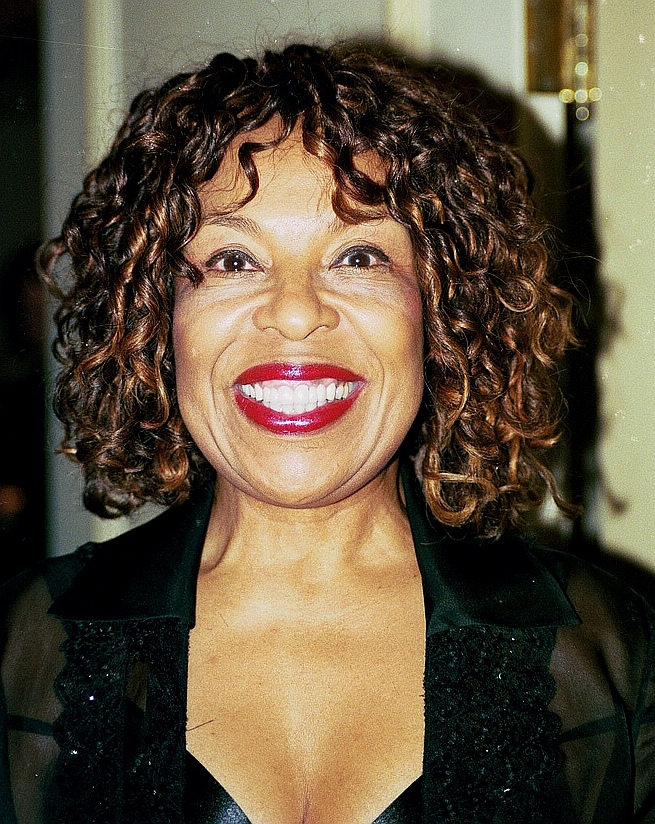
Flack in 2002

2022年11月、筋萎縮性側索硬化症（ALS）に罹患して現在闘病しており、会話することも困難になったことが広報担当者により公表され芸能界を引退した。
2025年2月24日、ニューヨークで病院に搬送中、心不全のため死去した。88歳没。

## ディスコグラフィ
- 『ファースト・テイク』 - First Take（1969年）
- 『第2章』 - Chapter Two（1970年）
- 『クヮイエット・ファイア』 - Quiet Fire（1971年）
- 『ロバータ・フラック&ダニー・ハサウェイ』 - Roberta Flack & Donny Hathaway（1972年） ※ダニー・ハサウェイとの連名
- 『やさしく歌って』 - Killing Me Softly（1973年）
- 『愛のためいき』 - Feel Like Makin' Love（1975年）
- 『愛の世界』 - Blue Lights in the Basement（1977年）
- 『愛の絆』 - Roberta Flack（1978年）
- 『ダニーに捧ぐ』 - Roberta Flack Featuring Donny Hathaway（1980年）
- 『ライヴ&モア』 - Live & More（1980年） ※ピーボ・ブライソンとの連名
- 『アイム・ザ・ワン』 - I'm the One（1982年）
- 『愛に生きて』 - Born to Love（1983年） ※ピーボ・ブライソンとの連名
- 『オアシス』 - Oasis（1988年）
- 『ナイト・トゥ・ミュージック』 - Set the Night to Music（1991年）
- Stop The World〜時間よ止まれ』 - Stop the World（1992年）
- 『ロバータ』 - Roberta（1994年）
- The Christmas Album（1997年）
- 『フレンズ〜ロバータ・フラック・シングス・マリコ・タカハシ』 - Friends: Roberta Flack Sings Mariko Takahashi（1999年）
- Holiday（2003年）
- At Her Best – Live（2008年）
- 『レット・イット・ビー・ロバータ』 - Let It Be Roberta: Roberta Flack Sings the Beatles（2012年）

## 日本公演
- 1975年
  - 3月26日、27日 大阪・フェスティバルホール、28日 名古屋市公会堂、29日 横浜・神奈川県民ホール、31日 静岡・駿府会館、4月1日 東京・日本武道館、2日 神戸国際会館、3日 大阪厚生年金会館、5日 札幌厚生年金会館、6日 横浜・神奈川県民ホール
- 1984年 with 渡辺貞夫
  - 6月28日 東京・日本武道館
- 1990年
  - 12月14日 横浜プリンスホテル
- 1992年
  - 12月10日 川口・リリアメインホール、17日 横浜・神奈川県民ホール、22日 東京厚生年金会館、24日 東京ベイヒルトンホテル
- 1993年
  - 9月13日、14日 東京・中野サンプラザ、20日 大阪・フェスティバルホール
- 1996年 with ピーボ・ブライソン、ジェイムス・イングラム
  - 11月11日 東京・日本武道館
- 1998年
  - 12月1日 - 6日 東京・六本木 SWEET BASIL STB139
- 2000年
  - 4月10日 - 15日 ブルーノート東京
- 2005年
  - 6月22日 - 25日 ブルーノート大阪
  - 6月27日 - 29日 ブルーノート東京
  - 7月1日 - 3日 名古屋ブルーノート
- 2007年
  - 4月16日 - 18日、20日 - 22日 ブルーノート東京
- 2008年
  - 3月7日 ビルボード東京
- 2010年
  - 9月2日 - 3日 ブルーノート東京
  - 9月4日  東京ジャズ
  - 10月26日、27日 東京・日本武道館 with 平井堅、ラウル・ミドン

- 2013年
  - 12月13日 - 15日 ブルーノート東京
  - 12月17日 青山劇場